# Stagno di Pauli Pirastru
Lo stagno di Pauli Pirastru è una zona umida situata lungo la costa occidentale della Sardegna, all'altezza del golfo di Oristano. Appartiene amministrativamente al comune di Arbus e ricade all'interno dell'area SIC ITB030032.